# Ноћ страве 2
Ноћ страве 2 (енгл. Fright Night Part 2) је амерички хорор филм из 1988. режисера Томија Ли Воласа са Родијем Макдауалом, Вилијамом Рагсдејлом, Трејси Линд и Џули Кармен у главним улогама. Филм представља наставак Ноћи страве из 1985. И Макдауал и Рагсдејл су се вратили у своје улоге Питера Винсента, односно Чарлија Брустора из претходног филма.
Поред тога што је имао знатно слабију зараду од оригинала, филм је добио доста позитивних критика и стекао статус култног класика, као и свој претходник. За 1990. је било најављено снимање 3. дела, у коме је поново требало да се врате и Макдауал и Рагсдејл, али је због слабије зараде и опадања популарности франшизе снимање отказано.
2013. филм је добио и свој римејк под насловом Ноћ страве 2: Нова крв.

## Радња
Три године након догађаја из претходног филма Питер и Чарли ће поново имати сусрет с вампирима. У питању је сестра Реџија Денбриџа, ког су убили у претходном филму, Регина са својих троје помоћника. Она жарко жели освету за то што су јој убили брата и због тога уједа Чарлија.
Али овога пута, Питер је спреман. У његовој торби су припремљени бројни крстови, света водица, кочеви, пиштољи који испаљују мале кочеве, хостије, итд. У борби против вампира, добиће неочекивану помоћ од Чарлијеве девојке Алекс. Њих двоје морају изаћи на крај са сва 4 вампира, пре зоре, како би спасли Чарлија.

## Улоге
| Глумац           | Улога                                |
| ---------------- | ------------------------------------ |
| Роди Макдауал    | Питер Винсент „Велики убица вампира” |
| Вилијам Рагсдејл | Чарлс „Чарли” Брустор                |
| Трејси Линд      | Александра „Алекс” Јанг              |
| Џули Кармен      | Регина Денбриџ                       |
| Џон Грис         | Луј                                  |
| Расел Кларк      | Бела                                 |
| Брајан Томпсон   | Бозворт                              |
| Мерит Батрик     | Ричи Грин                            |
| Ерни Сабела      | др Харисон                           |
| Џош Рихман       | Фрици                                |
| Блер Тефкин      | Бернис                               |